# Penny Taylor-Gil
Penelope Jane „Penny” Taylor (ur. 24 maja 1981 w Melbourne) – australijska koszykarka, reprezentantka kraju, grająca na pozycji skrzydłowej, mistrzyni świata (2006), dwukrotna wicemistrzyni olimpijska (2004, 2008), trzykrotna mistrzyni WNBA.
W 2001 zadebiutowała w WNBA, w drużynie Cleveland Rockers. Została wybrana z numerem 11.
W 2005 wyszła za Rodrigo Gila, siatkarza, z którym się rozwiodła.
10 marca 2017 objęła stanowisko dyrektora do spraw rozwoju zawodniczek w klubie Phoenix Mercury.
27 kwietnia 2019 została asystentką trenerki w Phoenix Mercury.

## Osiągnięcia
Na podstawie, o ile nie zaznaczono inaczej.

### WNBA
- Mistrzyni WNBA (2007, 2009, 2014)
- Uczestniczka meczu gwiazd WNBA (2002, 2007, 2011)
- Zaliczona do:
  - I składu WNBA (2007)
  - II składu WNBA (2011)
- Klub Phoenix Mercury zastrzegł należący do niej numer 13 (lipiec 2017)[6]

### Inne klubowe
- Mistrzyni:
  - Australii – WNBL (1999)
  - Turcji (2010–2013)
  - Włoch (2005, 2006)
  - Rosji (2009)
- Brąz:
  - Euroligi (2008, 2009)
  - mistrzostw Rosji (2008)
- 4. miejsce w Eurolidze (2012)
- Zdobywczyni:
  - pucharu:
    - Włoch (2004, 2005)
    - Rosji (2009)

  - superpucharu Turcji (2009, 2011, 2012)
- Finalistka pucharu Turcji (2010, 2012, 2013)

### Inne indywidualne
- MVP WNBL (2001, 2002)
- Zaliczona do I składu WNBL (2001, 2002, 2015)
- Laureatka WNBL Top Shooter Award (2001, 2002)
- Uczestniczka meczu gwiazd Euroligi (2007, 2010)
- Liderka:
  - strzelczyń Euroligi (2011)
  - WNBL w przechwytach (2001)
- Zaliczona do Galerii Sław Koszykówki Kobiet (2022)[7]

### Reprezentacyjne
Drużynowe
- Mistrzyni:
  - świata (2006)
  - turnieju FIBA Diamond Ball (2004)
- Wicemistrzyni:
  - olimpijska (2004, 2008)
  - turnieju FIBA Diamond Ball (2008)
  - świata U–19 (1997)
- Brązowa medalistka mistrzostw Świata (2002, 2014)
- Uczestniczka:
  - igrzysk olimpijskich (2004, 2008, 2016 – 5. miejsce)
  - mistrzostw świata (2002, 2006, 2010 – 5. miejsce, 2014)

Indywidualne
- MVP mistrzostw świata (2010)
- Zaliczona do I składu mistrzostw świata (2006, 2014)
- Liderka igrzysk olimpijskich w skuteczności rzutów wolnych (2016 – 100%)[8]